# روز جدید (ترانه فیفتی سنت)
«روز جدید» (انگلیسی: New Day) یک ترانه از خواننده هیپ هاپ اهل ایالات متحده آمریکا فیفتی سنت است. ترانه در ۲۷ ژوئیه ۲۰۱۲ به‌عنوان تک‌آهنگ رسمی آلبوم آینده فیفتی سنت با عنوان پادشاه جاودان خیابان منتشر شد.